# Куорнье
Куорнье (итал. Cuorgnè) — коммуна в Италии, располагается в регионе Пьемонт, в провинции Турин.
Население составляет 10037 человек (2008 г.), плотность населения составляет 528 чел./км². Занимает площадь 19 км². Почтовый индекс — 10082. Телефонный код — 0124.
Покровителем коммуны почитается святой Далмаций (San Dalmazzo).

## Демография
Динамика населения:

## Администрация коммуны
- Официальный сайт: http://www.comune.cuorgne.to.it